# 馬昊
馬昊（1465年—1534年），本名鄒昊，字宗大，致仕定居西安后，因自号東溪居士。陝西都指揮使司寧夏衛（今寧夏回族自治區銀川市）籍直隶江都县人，明朝右都御史四川巡抚。

## 家族
墓誌載其先世随宋高宗南渡，定居句容縣来蘇郷。曾祖保保，洪武二十三年解馬長，受軍丁於寧夏，不能歸，遂從馬姓。曾祖馬庸。祖父馬豫，父馬俊。生母楊氏。永感下。兄馬昇、馬旻。

## 生平
弘治乙卯科陕西鄉試第六十一名舉人，十二年（1499年）己未科进士，授行人，三年任满改江西道监察御史，巡按山西。正德初年，升任山东按察司僉事，因事连坐謫真定推官，之后在因事连坐贬開州通判，因真定百姓伏闕請留，遂被免謫。之后，复升为四川按察司僉事，任期内训练部队，并跟从巡撫林俊击退贼乱。升四川兵備副使，與總兵官楊宏擊敗曹甫义军。此后代替巡抚高崇熙，升僉都御史、四川巡抚，平定民变，因功進右副都御史。
正德十年，馬昊督參將張傑等修築墻柵抵抗亦不剌进犯。正德十二年，其督指揮曹昱等平定烏蒙、芒部府等番民暴乱，因功升右都御史。正德十四年，因民变势力扩大，南京給事中孫懋与巡按御史盧雍、黎龍先後弹劾馬昊。正德十四年，明武宗遣官逮捕，行至河南时，其上疏稱疾篤，留於家中。明世宗即位后，方才逮捕，尋削籍歸还。楊一清、胡世寧等均举荐，但為桂萼所駁回。其在家久之去世。
嘉靖七年（1528年），馬昊上疏請求復姓鄒氏，得到允許。嘉靖十三年卒，享年七十。夫人陳氏，有子三人：鄒夢鶴、鄒夢龍、鄒夢陽。